# Maside
Maside è un comune spagnolo di 3 253 abitanti situato nella comunità autonoma della Galizia.